# Garrulaxe à plastron
Pterorhinus pectoralis
Espèce
Statut de conservation UICN

 LC  : Préoccupation mineure
Le Garrulaxe à plastron (Pterorhinus pectoralis) est une espèce de passereau de la famille des Leiothrichidae.

## Description
Le garrulaxe à plastron peut atteindre 33 cm de long. Son chant ressemble à un éclat de rire.

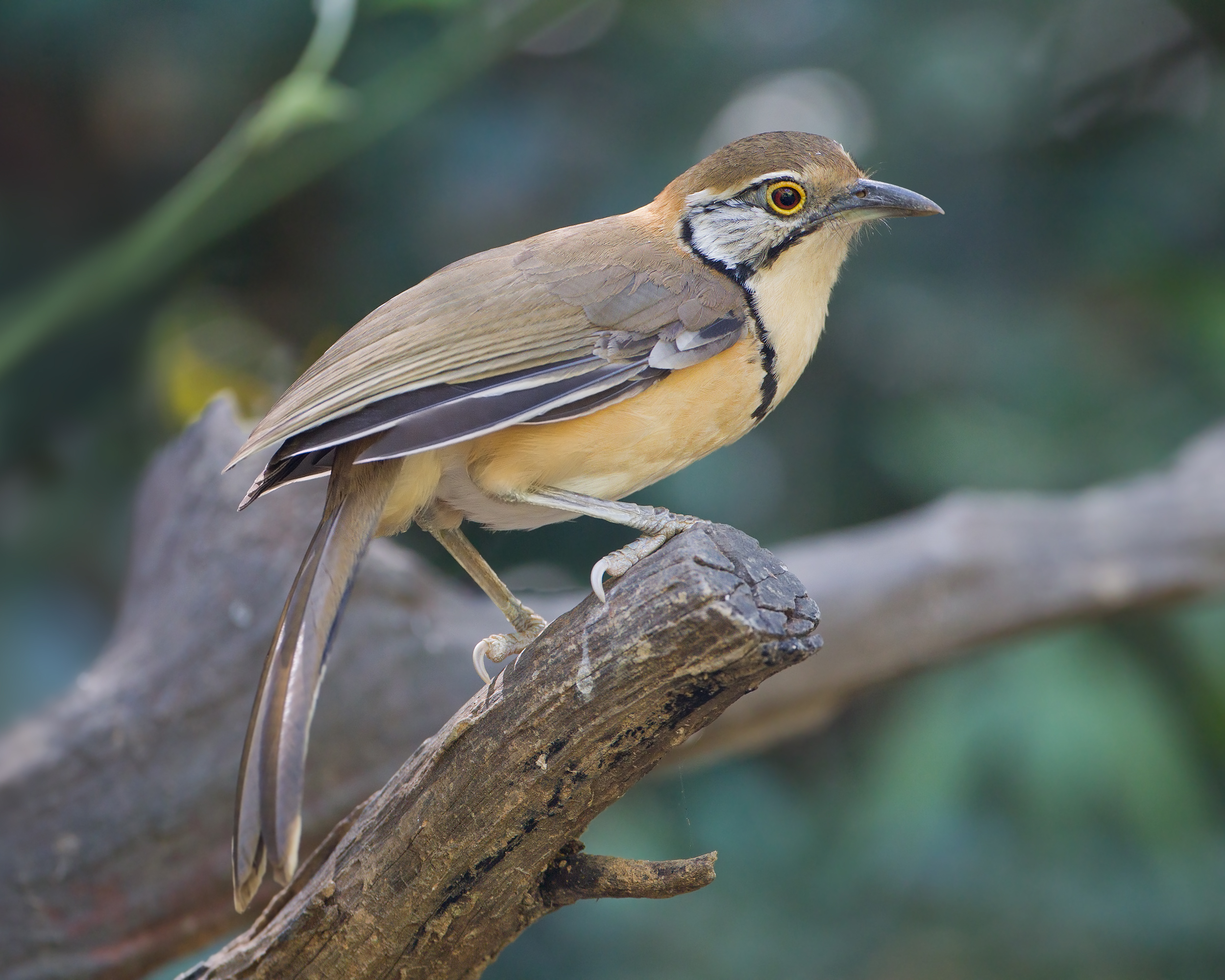
Parc national de Kaeng Krachan, Thaïlande

## Répartition
Son aire s'étend à travers le nord-est du sous-continent indien dans l'Himalaya, l'Indochine et le sud-est de la Chine.

## Habitat
Il habite les forêts humides subtropicales ou tropicales en plaine et les montagnes humides.